# Yandex.Mail
Yandex.Mail（俄语：Яндекс.Почта）是俄罗斯搜索引擎巨头Yandex提供的邮箱服务，2000年上线。该邮件服务提供最大20GB存储空间，并拥有自动垃圾邮件过滤，防病毒检查等功能。是俄罗斯三大电子邮件服务之一（其他为Gmail和Mail.ru）。
除了网页版，Yandex.Mail也有Android和iOS平台移动应用程序。

## 历史
Yandex.Mail于2000年6月26日开始运营。2009年，它推出了一项免费服务，Yandex.Mail域，用户可以在一个域中创建多达一千个电子邮件帐户。
2010年，添加了单独的垃圾邮件过滤器。
2011年添加了电子邮件翻译器；最初，只有英语和乌克兰语可用。自2016年以来，已提供40种语言。
2012年，Yandex.Mail是欧洲增长最快的五个最受欢迎的电子邮件服务之一，每月有2.5万独立访问者。
2013年，Yandex.Mail中添加了电子邮件模板。自2013年 6月以来，该服务有一个“电子邮件标记”，可根据类型区分收到的邮件。

## 參閱
- Yandex服務（俄语：Сервисы от компании Яндекс）

## 外部連結
- Яндекс.Почта （页面存档备份，存于）
- Блог Яндекс.Почты （页面存档备份，存于）
- Yandex.Mail的X（前Twitter）
- Сайт приложения Мобильная Яндекс.Почта （页面存档备份，存于）
- Раздел помощи Яндекс.Почты （页面存档备份，存于）